# El Centro
Pour les articles homonymes, voir Centro.
El Centro est une ville et siège du comté d'Impérial, Californie, États-Unis. El Centro est la plus grande ville de la vallée impériale , l'ancre est de la région frontalière de la Californie du Sud , et la zone urbaine centrale et principale ville de la zone métropolitaine d'El Centro qui englobe tout le comté impérial. El Centro est également la plus grande ville américaine à se situer entièrement sous le niveau de la mer (-42 pieds ou -13 mètres).  La ville, située dans le sud-est de la Californie, est à 113 miles (182 km) de San Diego et à moins de 20 miles (32 km) de la ville mexicaine de Mexicali .
La ville a été fondée en 1906 par WF Holt et CA Barker, qui ont acheté le terrain sur lequel El Centro a finalement été construit pour environ 40 $ l'acre (100 $ l'hectare) et ont investi 100 000 $ (2 800 000 $ en dollars de 2019) dans des améliorations. La ville moderne abrite des industries de vente au détail, de transport, de vente en gros et agricoles. Il y a également deux postes frontaliers internationaux à proximité pour les véhicules commerciaux et non commerciaux. La population estimée d'El Centro en 2019 était de 44 079 habitants, contre 42 598 lors du recensement de 2010 .

## Histoire
L'explorateur espagnol Melchor Díaz a été l'un des premiers Européens à visiter la région autour d'El Centro et de la vallée impériale en 1540. L'explorateur Juan Bautista de Anza a également exploré la région en 1776  (une école élémentaire d'El Centro porte maintenant son nom) . Des années plus tard, après la guerre américano-mexicaine , la moitié nord de la vallée a été annexée par les États-Unis, tandis que la moitié sud est restée sous domination mexicaine. La colonisation à petite échelle dans les zones aquifères naturelles s'est produite au début du XIXe siècle (le site actuel de Mexicali ), mais la plupart des colonies permanentes ( Anglo-Américains du côté américain, Mexicains de l'autre côté) étaient après 1900. 
Faisant à l'origine partie du comté de San Diego , la vallée impériale a été colonisée par les agriculteurs une fois que l'eau du fleuve Colorado a été détournée via des canaux pour irriguer le fond de la vallée désertique.
En 1906, le terrain sur lequel El Centro a été construit plus tard a été acheté par WF Holt et CA Barker. 
En 1907, le comté impérial a été séparé du comté de San Diego; à ce moment-là, une grande partie de la vallée était irriguée avec succès. 
Avant le début de la ville, le chemin de fer avait établi une gare et nommé la place Cabarker.  Le nom honorait CA Barker, un ami du propriétaire foncier.  Le premier bureau de poste d'El Centro a ouvert en 1905.
La croissance initiale a été rapide, la population de la ville atteignant 1610 habitants en 1910 et plus que triplant en 1920 à 5 646 personnes. Une des raisons de cette croissance rapide et précoce était la bataille réussie d'El Centro avec la ville impériale pour devenir le siège du comté. À ces débuts, les relations entre les villes de la vallée impériale étaient souvent intensément compétitives, reflétant le caractère frontalier particulier de la région et le fait que six villes dans un rayon de vingt milles ont toutes été établies en une génération. Ces villes étaient dans une course de chevaux pour remporter le prix d'être la ville principale de la vallée et la concurrence intense est mesurée par le fait qu'il a fallu vingt ans pour qu'une foire de comté démarre en raison de la forte loyauté locale au sein du conseil de surveillance du comté.
La ville d'El Centro a été constituée le 16 avril 1908. L'une des raisons de cette croissance rapide était qu'El Centro devenait le chef-lieu du comté impérial. 
La croissance démographique a été lente, mais s'est accélérée dans les années 1930 et à nouveau dans les années 1940, bien que la ville ait été durement touchée par un tremblement de terre de 7,1 en mai 1940. 
Au milieu des années 40, El Centro était devenue la deuxième plus grande ville de la vallée impériale, avec une population d'environ 11 000 habitants. El Centro était également devenu le siège des bureaux administratifs du district impérial d'irrigation (IID). 
L'agriculture est une industrie importante au sein d'El Centro depuis les années 1940, en raison de son emplacement stratégique à proximité des voies ferrées et des autoroutes américaines 80 et 99 - plus de 35 producteurs et expéditeurs opèrent toujours à El Centro. Cependant, au début des années 80, les deux principaux secteurs d'emploi d'El Centro étaient le gouvernement et le commerce de gros / de détail, reflétant le rôle émergent d'El Centro en tant que centre administratif et commercial régional. 
Imperial Valley Mall a ouvert ses portes du côté sud-est de la ville en 2005.

## Démographie

### 2010
Le recensement des États-Unis de 2010  indiqué qu'El Centro comptait 42 598 habitants. La densité de population était de 3 838,1 habitants par mile carré (1 481,9 / km 2 ). La composition raciale d'El Centro était de 25 376 (59,6%) Blancs , 1081 (2,5%) Afro-américains , 554 (1,3%) Amérindiens . Les Hispaniques ou Latino de toute race étaient 34 751 personnes (81,6 %), 965 (2,3 %) asiatiques , 34 (0,1 %) insulaires du Pacifique, 12 356 (29,0 %) d' autres races et 2 232 (5,2%) de deux races ou plus.
Le recensement a indiqué que 41 782 personnes (98,1% de la population) vivaient dans des ménages, 296 (0,7%) vivaient dans des quartiers de groupe non institutionnalisés et 520 (1,2%) étaient en institution.
Il y avait 13 108 ménages, dont 6257 (47,7%) avaient des enfants de moins de 18 ans vivant en eux, 6550 (50,0%) étaient des couples mariés de sexe opposé vivant ensemble, 2845 (21,7 %) avaient une femme au foyer sans mari présent, 815 (6,2 %) avaient un homme au foyer sans épouse présente. Il y avait 804 (6,1 %) partenariats de sexe opposé non mariés et 58 (0,4 %) couples ou partenariats de même sexe mariés . Parmi les ménages, 2 458 (18,8 %) étaient composés de particuliers et 1 004 (7,7 %) avaient une personne vivant seule âgée de 65 ans ou plus. La taille moyenne des ménages était de 3,19. Il y avait 10 210 familles (77,9 % de tous les ménages); la taille moyenne de la famille était de 3,64.
La population était répartie, avec 12 671 personnes (29,7 %) de moins de 18 ans, 4803 personnes (11,3 %) âgées de 18 à 24 ans, 10 661 personnes (25,0 %) âgées de 25 à 44 ans, 9907 personnes (23,3 %) âgées de 45 à 64 et 4 556 personnes (10,7 %) âgées de 65 ans ou plus. L'âge médian était de 31,8 ans. Pour 100 femmes, il y avait 94,7 hommes. Pour 100 femmes âgées de 18 ans et plus, il y avait 90,3 hommes.
Il y avait 14 476 unités de logement à une densité moyenne de 1304,3 par mile carré (503,6 / km 2), dont 13 108 étaient occupées, dont 6 488 (49,5 %) étaient occupées par leur propriétaire et 6 620 (50,5 %) étaient occupées par des locataires. Le taux d'inoccupation des propriétaires était de 2,8%; le taux de vacance locative était de 7,2%. 21 429 personnes (50,3 % de la population) vivaient dans des logements occupés par leur propriétaire et 20 353 personnes (47,8%) vivaient dans des logements locatifs.

### 2000
Au recensement  de 2000, il y avait 37 835 personnes, 11 439 ménages et 8 910 familles résidant dans la ville. La densité de population était de 3 950,2 habitants par mile carré (1 524,9 / km 2 ). Il y avait 12 263 unités de logement à une densité moyenne de 1 280,3 par mile carré (494,2 / km 2 ). La composition raciale de la ville était de 46,9% de blancs , 3,2% de noirs ou afro-américains , 1,0% d' amérindiens , 3,5% d' asiatiques , 0,1% d'îles du Pacifique , 41,7% d' autres races et 3,7% de deux races ou plus. 74,6% de la population était hispanique ou latino de n'importe quelle race.
Il y avait 11 439 ménages, dont 47,4% avaient des enfants de moins de 18 ans vivant avec eux, 53,9% étaient des couples mariés vivant ensemble, 18,7% avaient une femme au foyer sans mari et 22,1% n'étaient pas des familles. De tous les ménages, 18,8% étaient composés de particuliers et 7,3% avaient une personne vivant seule âgée de 65 ans ou plus. La taille moyenne des ménages était de 3,2 et la taille moyenne des familles de 3,7.
En ville, la population était dispersée, avec 33,6% de moins de 18 ans, 9,7% de 18 à 24 ans, 28,9% de 25 à 44 ans, 18,5% de 45 à 64 ans et 9,3% de 65 ans ou plus âgée. L'âge médian était de 30 ans. Pour 100 femmes, il y avait 96,6 hommes. Pour 100 femmes âgées de 18 ans et plus, il y avait 93,5 hommes.
Le revenu médian d'un ménage de la ville était de 33 161 $ et le revenu médian d'une famille de 36 910 $. Les hommes avaient un revenu médian de 36 753 $ contre 24 514 $ pour les femmes. Le revenu par habitant de la ville était de 13 874 $. Environ 20,6% des familles et 22,8% de la population vivaient en dessous du seuil de pauvreté, dont 29,5% de ceux de moins de 18 ans et 14,8% de ceux de 65 ans ou plus.
En 2009, les Latinos d'El Centro se composaient principalement de double citoyens et de titulaires d'une carte de résident permanent (carte verte). Les immigrants illégaux avaient tendance à passer par le comté impérial au lieu de rester dans le comté impérial.